# Oecetis disjuncta
Oecetis disjuncta là một loài Trichoptera trong họ Leptoceridae. Chúng phân bố ở miền Tân bắc.